# 萨拉赫莱区
萨拉赫莱区是索馬利亞時期的一個區，位於該國西北部的马罗迪杰赫州，而該州實際上由索馬利蘭政府控制。首府為萨拉赫莱。

## 外部鏈結
- 薩拉哈雷在Google地圖上的位置